# Пирс, Джек (гримёр)
Джек Пирс (англ. Jack Pierce, имя при рождении — Я́ннис Пи́кулас (греч. Γιάννης Πίκουλας, англ. Janus Piccoulas); 5 мая 1889, Портохелион, Пелопоннес, Греция — 19 июля 1968, Голливуд, Калифорния, США) — выдающийся американский голливудский художник-гримёр, пионер кинематографа, известный по ряду самых узнаваемых монстров в истории мирового кино. Будучи главой гримёрного отдела киностудии «Universal Pictures», в 1930—1940-х годах он работал над образами Чудовища в фильме «Франкенштейн» (1931), роль которого исполнил Борис Карлофф, а также других знаменитых чудищ. Хотя указанный период отмечен появлением «Монстров Universal» — классической серии фильмов ужасов компании «Universal», — имя Пирса, как создателя большинства их персонажей, практически не упоминается в титрах.
Работа Джека Пирса на протяжении длительного периода в киностудии «Universal» оказала огромное влияние на многих деятелей индустрии развлечения, включая художников по гриму Рика Бейкера и Тома Савини. Вклад Пирса продолжает привлекать внимание к его удивительно запоминающимся и исключительно оригинальным дизайнерским разработкам.

## Биография

### Ранние годы
Родился в деревне Портохелион на Пелопоннесе в Греции в бедной семье.
В 1902 году, будучи 13-летним подростком, оставил свою семью и, как и многие греки, в поисках удачи иммигрировал в США, где на тот момент жил его дядя, торговавший арахисом на улицах Голливуда (Калифорния). Однако последний начал эксплуатировать труд своего племянника, по причине чего Яннис покинул его.
Поначалу молодой человек пробовал себя в нескольких профессиях, включая позицию шорт-стопа в «Pacific Coast League», которую, однако, оставил в силу своего низкого роста.
Вскоре после неудачи в области спорта, Пикулас американизировал своё имя и женился на гражданке США. Впоследствии семья Пирса в Греции отвергла его.
Так как в первое десятилетие XX века Южная Калифорния являлась местом больших возможностей, 20-летний Джек Пирс начал быстрое восхождение в сфере недавно появившейся и ещё новой киноиндустрии.

### Создатель монстров студии «Universal»
В начале XX века в долине Сан-Фернандо делала свои первые шаги учреждённая в 1913 году небольшая киностудия «Universal» — детище бывшего галантерейщика Карла Леммле, где были сняты многие немые короткометражные фильмы 1910-х годов, в том числе с участием знаменитого актёра и гримёра Лона Чейни.
В 1916 году, мечтая стать актёром, Пирс устроился в «Universal».
До 1918 года Чейни оставался актёром по контракту в «Universal». Так как он был большим специалистом в деле видоизменения своего облика для игры в кино, Пирс, воспользовавшись возникшей возможностью, начал обучаться новому ремеслу у маститого гримёра.
К началу 1920-х годов стаж Пирса в кинобизнесе насчитывал уже почти 15 лет, однако неудача на актёрском поприще привела его в итоге к овладению техникой гримирования. Помимо явного интереса к искусству грима, на выбор окончательной профессии повлиял всё тот же небольшой рост, не позволявший ему исполнять главные роли в кино.
В 1916—1924 годах Пирс прилагал неустанные усилия, работая менеджером в никелодионе (дешёвом кинотеатре), каскадёром, статистом, актёром, кинооператором и даже помощником режиссёра в «Universal», а по вечерам подрабатывая в киностудии «Vitagraph». В этот период мечта уже немолодого мужчины стать актёром практически угасла. С этого момента он более серьёзно начал заниматься техникой грима.
В середине 1920-х годов гримёрному мастерству Пирса стали уделять должное внимание. И хотя он всё ещё пытался реализоваться как актёр, тем не менее, в своём уже за 30 лет возрасте Пирс, сумевший получить постоянную работу в Голливуде, был более востребован как обладающий навыками кинооператор и помощник режиссёра.
В 1927 году Пирса приняли на работу в «Fox Pictures» — киностудию, являвшуюся конкурентом «Universal Pictures» — для участия в создании немого драматического фильма «The Monkey Talks» кинорежиссёра Рауля Уолша, а именно для гримирования актёра Жака Лернера, исполнившего роль способной к общению обезьяны. Когда весной фильм был выпущен, во многих обзорах обращалось особое внимание на высшее качество грима Пирса и реалистичный внешний вид персонажа Лернера. В этом же году «Universal Pictures» покинул Лон Чейни, а Карл Леммле назначил руководителем производственного отдела студии своего 21-летнего сына Карла Леммле-младшего, что окончательно укрепило позиции Пирса, который, в свою очередь, получил должность главы гримёрного отдела. В этой должности он работал над последними снятыми в студии немыми фильмами, в том числе над образом Гуинплена в фильме ужасов «Человек, который смеётся», роль которого исполнил Конрад Фейдт. Картина оказала существенное влияние на последующие фильмы ужасов классической серии «Монстры Universal», в создании которых участвовал и Пирс.
Приняв бразды правления студией, Леммле-младший, вдохновлённый огромным успехом Чейни по фильмам «Горбун из Нотр-Дама» (1923), «Призрак Оперы» (1925), «Лондон после полуночи» (1927) и др., решил заняться экранизацией классических романов ужасов. Картины Чейни с их деформированными, чудовищными лицами пользовались большим успехом у кинозрителя той эпохи, в том числе ими восхищался Джек Пирс. С приходом в компанию Леммле-младшего на свет появились уникальные в истории мирового кинематографа и ставшие классическими кинокартины, продолжающие оказывать огромное влияние на развитие жанра художественного фильма хоррор.
В 1931 году в свет вышел фильм «Дракула» — первый звуковой фильм ужасов киностудии «Universal». Роль графа Дракулы исполнил Бела Лугоши. Создатели картины избегали сложного грима. Хотя Пирс разработал специальную цветную краску для актёра, последний отказался от его грима и настоял на использовании своего собственного (придя со сцены театра, он владел соответствующей техникой). В итоге Пирс работал над образами многочисленных женских жертв вампира, а всем последующим персонажам Дракулы придавал совершенно иную внешность — с седыми волосами и усами.
Сразу же после успеха «Дракулы», по инициативе вдохновлённого Леммле-младшего вышел фильм ужасов «Франкенштейн» (1931) . Хотя существуют споры о том, кому принадлежит заслуга гримирования заглавного героя этого фильма (режиссёру Джеймсу Уэйлу, актёру Борису Карлоффу или Карлу Леммле-младшему), всё же ключевую роль в создании внешнего облика персонажа сыграл Джек Пирс.
В 1932 году Пирс создал образ повелителя зомби Легендре, роль которого в фильме «Белый зомби» исполнил Бела Лугоши.
В целом работа Пирса в киностудии «Universal» заключалась в руководстве её гримёрным отделом, контроле за эффектным гримом исполнительниц главных женских ролей, а также стандартным гримом исполнителей главных мужских ролей и характерных актёров.

### Сотрудничество с Борисом Карлоффом
Наиболее значительной работой Пирса за годы его сотрудничества с «Universal» был образ Чудовища в фильме «Франкенштейн» (1931), роль которого первоначально предназначалась для Лугоши. Предварительный замысел картины был аналогичен таковому немецкого фильма «Голем» (1920) кинорежиссёра Пауля Вегенера, что не было удивительным, так как и глава студии Карл Леммле-младший, и режиссёр Роберт Флори были знакомы с немецким киноэкспрессионизмом. Когда Джеймс Уэйл сменил Флори, концепция фильма была радикально изменена. Пирс предложил дизайн, одновременно внушающий ужас и логичный в контексте сюжета. «Франкенштейн» вышел на экраны в 1931 году с Борисом Карлоффом в роли Чудовища.
Несмотря на репутацию человека раздражительного, неуживчивого и крайне сурового, профессиональные взаимоотношения Пирса с Карлоффом были хорошими, что принесло обоим признание критиков и впечатлённого зрителя. Для обеих талантливых личностей, 43-летнего Карлоффа и 42-летнего Пирса, это было крупным достижением — легенда о них была бы гарантирована даже в случае прекращения своего уникального тандема художника и актёра здесь и сейчас. Уже в следующем году их сотрудничество и реноме принесли новые плоды — появился фильм «Мумия».
В связи с использованием технических приёмов «Out-of-the-Kit», работа Пирса была весьма изматывающей для актёров и занимала значительное количество времени. Так, каждое утро в течение четырёх утомительных часов Карлофф подвергался воздействию высокотоксичных материалов для гримирования. Всегда неохотно применяя латекс, Пирс отдавал предпочтение технике создания черт лица без применения хлопка и коллодия, а также гумоза. Со временем художник начал использовать латексные приспособления, такие, например, как резиновая головная насадка для Бориса Карлоффа в фильмах «Невеста Франкенштейна» (1935) и «Сын Франкенштейна» (1939), а также резиновый нос для Лона Чейни-младшего в фильме «Человек-волк» (1941).

### Увольнение из «Universal»
Пирс не пользовался особой симпатией в «Universal», что отчасти привело к тому, что в итоге он покинул свой пост главного гримёра киностудии. Самыми печально известными его взаимоотношениями были таковые с Лоном Чейни-младшим. Оба работали над четырьмя фильмами «Человек-волк» и тремя фильмами «Мумия». Чейни-младший заявлял, что Пирс создавал дополнительные трудности, превращая работу в длительный, неудобный процесс с использованием клейких приспособлений. Грим человека-волка частично состоял из шерсти яка, приклеенной к его лицу, и был опалён раскалённым железным предметом. По утверждению Чейни-младшего, Пирс намеренно жёг его горячим железом. Кроме того, у актёра, по имеющимся сведениям, была аллергическая реакция на надеваемую на голову резиновую насадку, которую Пирс использовал в фильме «Призрак Франкенштейна» (1942). Позднее Чейни испытывал трудности с кропотливо наматываемыми повязками в фильмах «Мумия», хотя «грим» представлял собой всего лишь резиновую маску, разработанную для его лица и прикреплённую с помощью театрального клея. Вероятно, поклонники киножанра хоррор преувеличивали конфликт между Пирсом и Чейни до огромных масштабов. Очевидно, что последнему, на протяжении многих лет наблюдавшему за работой своего отца, были знакомы все трудности, с которыми сталкивается актёр при косметических преобразованиях. В интервью за год до своей смерти Пирс на вопрос о том, трудно ли работать с Чейни, ответил: «И да и нет — это всё, что я могу сказать». Чейни же, несмотря на отмеченную язвительность, позднее назвал Пирса гением гримирования, который уступает в этом деле лишь его отцу.
Помимо исключительных лиц персонажей фильмов ужасов, Пирс регулярно создавал линию роста волос мыс вдовы, как, например, у Белы Лугоши в фильме «Дракула» и его испанского коллеги Карлоса Виллариаса в испанской версии того же фильма, а также у Лугоши в фильме «Белый зомби». В фильме «Чёрный кот» (1934) Пирс сбрил волосную линию Бориса Карлоффа и превратил её в стреловидный мыс вдовы.
Как и большинство художников, достигших успеха через театр и ранние немые фильмы, Пирс использовал признанный театральный метод «укладки» бороды и усов, представлявший собой чрезвычайно трудоёмкий процесс.
В 1946 году, после 20-летнего «царствования» в «Universal» в качестве главного гримёра и 30 лет общего стажа работы в студии, Джек Пирс был бесцеремонно уволен на волне смены многих глав отделов, что последовало сразу же за слиянием студии с компанией «International Pictures». По одной из версий, причиной этому послужило нежелание художника, который всегда сам создавал материалы для гримирования, использовать разработанную в конце 1930-х годов новую технику с применением вспененного латекса, позволявшей экономить время и финансовые средства, хотя Пирс и был хорошо знаком с каучуковым латексом, который применял при создании образов чудовища Франкенштейна с 1935 года, человека-волка и мумии.
«Universal» производила от 40 до 60 кинокартин в год, лишь в полудюжине из которых могли появляться персонажи с детально разработанным характерным гримом или чудовища, а в последующем это число стало гораздо меньше. Однако Пирс, несмотря ни на что, отдавал предпочтение проверенным временем театральному клею и бумаге тиссью. 
Другим фактором, повлиявшим на увольнение Пирса, стало новое руководство студии, теперь называемой «Universal International», желавшее повысить имидж компании, переключившись с производства фильмов категории B на престижные кинокартины. Голливудские гримёры братья Уэстморы, фамилия которых в индустрии кино была также хорошо известна как и имя Макса Фактора, оказали давление на студию с тем, чтобы главой её гримёрного отдела был нанят их младший брат Бад. Хотя профессиональный опыт последнего ограничивался незначительными фильмами в киностудии «Producers Releasing Corporation», в отличие от Пирса он был фотогеничным, обаятельным и молодым. Итогом сделки стало увольнение Джека Пирса и его замена на Бада Уэстмора, который на протяжении последующих 20 лет являлся главным гримёром студии.

### Дальнейшая карьера
Последние 20 лет своей жизни после ухода из «Universal» Пирс изредка участвовал в производстве крупных кинокартин, среди которых «Тайная жизнь Уолтера Митти» (1947) и «Жанна д’Арк» (1948). Главным же образом он работал над созданием малобюджетных независимых вестернов и фильмов ужасов, среди которых «Teenage Monster» (1958), «За пределами временного барьера» (1960), «Мироздание гуманоидов» и «Красавица и чудовище» (1962).
В 1961—1964 годах Пирс участвовал в съёмках телесериала «Мистер Эд» производства компании «Filmways». Это было его последнее место работы, куда он устроился благодаря режиссёру и продюсеру Артуру Лубину, бывшему коллеге по «Universal».

### Последние годы жизни, смерть и наследство
Племянник Пирса Петрос Аргирис, проживавший в Греции, сообщал о том, что за семь дней до смерти своего дяди он получил от него письмо, которое являлось ответом на предыдущие отправленные ему письма. В нём Пирс писал о том, что получил все предыдущие письма и извинялся за то, что не ответил на них по причине болезни. Кроме того, он писал, что оставил работу, и просил родственников более не связываться с ним до того момента, пока он сам не сообщит им о последних новостях. Вскоре пришло известие о его смерти.
Практически забытый всеми, Джек Пирс умер в одиночестве 19 июля 1968 года в Голливуде от уремии на 79 году жизни. Похоронен на кладбище Форест-Лаун.
Родственники в Греции начали поиски оставшегося после смерти Пирса имущества, так как последний не имел детей. Однако генеральный консул Греции в Лос-Анджелесе Протонотариос направил письмо в Управление по судебным делам Министерства иностранных дел, в котором сообщалось, что в земельном кадастре не обнаружено никакого имущества. После этого родственники Пирса задались вопросом о том, не мог ли их знаменитый брат и дядя иметь собственность в акциях и облигациях. С целью выяснения этого момента некоторые из них отправились в Соединённые Штаты. Ещё один племянник, Спирос Коккорис, моряк, навещавший Пирса до его смерти в Сан-Франциско, писал родне в Грецию о том, что у их дяди имеются свои гостиницы и небоскрёбы в Сан-Франциско, Лос-Анджелесе, Шерман-Оуксе и Энсино. В качестве наследников великого Джека Пирса объявились 23 гражданина Греции, три сестры со своими 12 детьми и восемь других племянников из Афин, Катаколона, Эрмиони и с острова Спеце, а также его бездетная вдова, которая проживала в Шерман-Оуксе. Несмотря на немалое количество претендентов, фактическая информация о наследовании ими чего-либо отсутствует.

## Личная жизнь
Был женат на американке еврейского происхождения Бланш Крейвен.
Не имел детей.
Приходился дядей актёру Теду Сорелю.

## Память и признание
В 2003 году деятельность Джека Пирса была признана наградой «За жизненные достижения» от Гильдии гримёров и стилистов (США). В этом же году изображение рук Пирса появилось на одной из коммеморативных марок, выпущенных по случаю мероприятия «Американское кинопроизводство: За кулисами». На общем фоне изображён Борис Карлофф, гримируемый для фильма «Франкенштейн».
С 2008 года наблюдается желание установить Звезду Джека Пирса на «Аллее славы» в Голливуде.
В мае 2013 года Школа кинематографического грима в Лос-Анджелесе открыла мемориальную галерею, посвящённую Джеку Пирсу.

## Цитаты
- Заглядывая вперёд, можно сказать, что будущее таит в себе огромные возможности. Грим как искусство находится лишь на самой начальной стадии своего успеха.

## Фильмография

### Художник-гримёр
- 1925 — The Wanderer
- 1926 — Ranson’s Folly
- 1926 — The Amateur Gentleman
- 1926 — The Lady of the Harem
- 1926 — The White Black Sheep
- 1927 — The Monkey Talks
- 1927 — Surrender
- 1927 — She’s a Sheik
- 1928 — The Man Who Laughs
- 1929 — Broadway
- 1930 — King of Jazz
- 1930 — East Is West
- 1931 — Resurrection
- 1931 — Дракула
- 1931 — Seed
- 1931 — Франкенштейн
- 1931 — Strictly Dishonorable
- 1932 — Убийство на улице Морг
- 1932 — The Impatient Maiden
- 1932 — The Cohens and Kellys in Hollywood
- 1932 — Белый зомби
- 1932 — Back Street
- 1932 — Старый тёмный дом
- 1932 — Мумия
- 1932 — They Just Had to Get Married
- 1933 — The Big Cage
- 1933 — The Kiss Before the Mirror
- 1933 — Человек-невидимка
- 1933 — By Candlelight
- 1934 — Bombay Mail
- 1934 — Чёрный кот
- 1934 — Love Birds
- 1934 — Half a Sinner
- 1934 — The Love Captive
- 1934 — I Give My Love
- 1934 — Embarrassing Moments
- 1934 — Имитация жизни
- 1934 — Great Expectations
- 1935 — Добрая фея
- 1935 — Night Life of the Gods
- 1935 — Невеста Франкенштейна
- 1935 — Лондонский оборотень
- 1935 — Ворон
- 1935 — Diamond Jim
- 1935 — Remember Last Night?
- 1935 — The Great Impersonation
- 1935 — Magnificent Obsession
- 1936 — Невидимый луч
- 1936 — Когда мы снова полюбим
- 1936 — Sutter’s Gold
- 1936 — Любовь перед завтраком
- 1936 — Дочь Дракулы
- 1936 — Плавучий театр
- 1936 — Two in a Crowd
- 1936 — Magnificent Brute
- 1936 — Three Smart Girls
- 1937 — When Love Is Young
- 1937 — Night Key
- 1937 — Let Them Live
- 1937 — The Road Back
- 1938 — The Crime of Dr. Hallet
- 1938 — Wives Under Suspicion
- 1938 — Letter of Introduction
- 1938 — Freshman Year
- 1938 — Personal Secretary
- 1938 — Little Tough Guys in Society
- 1938 — His Exciting Night
- 1938 — Newsboys' Home
- 1939 — Сын Франкенштейна
- 1939 — Unexpected Father
- 1939 — Tower of London
- 1940 — Дом о семи фронтонах
- 1940 — Чёрная пятница
- 1940 — Рука мумии
- 1941 — Man Made Monster
- 1941 — Человек-волк
- 1942 — Призрак Франкенштейна
- 1942 — The Mystery of Marie Roget
- 1942 — Гробница мумии
- 1943 — Франкенштейн встречает человека-волка
- 1943 — Flesh and Fantasy
- 1943 — Captive Wild Woman
- 1943 — Призрак Оперы
- 1943 — The Strange Death of Adolf Hitler
- 1943 — Сын Дракулы
- 1943 — The Mad Ghoul
- 1944 — Ali Baba and the Forty Thieves
- 1944 — Cobra Woman
- 1944 — Багровый коготь
- 1944 — Jungle Woman
- 1944 — Призрак мумии
- 1944 — Gypsy Wildcat
- 1944 — The Climax
- 1944 — Дом Франкенштейна
- 1944 — Проклятие мумии
- 1944 — Не могу не петь
- 1945 — Sudan
- 1945 — The Naughty Nineties
- 1945 — The Jungle Captive
- 1945 — Странное дело дяди Гарри
- 1945 — That Night with You
- 1945 — Бегство в Алжир
- 1945 — This Love of Ours
- 1945 — Дом Дракулы
- 1945 — Frontier Gal
- 1945 — Улица греха
- 1946 — Because of Him
- 1946 — Ночной кошмар
- 1946 — Little Giant
- 1946 — The Spider Woman Strikes Back
- 1946 — Tangier
- 1946 — House of Horrors
- 1946 — Night in Paradise
- 1946 — The Cat Creeps
- 1946 — Женщина-волк из Лондона
- 1946 — Прелюдия к убийству
- 1946 — She Wrote the Book
- 1946 — The Runaround
- 1946 — Her Adventurous Night
- 1946 — Danger Woman
- 1946 — Canyon Passage
- 1946 — Rustlers Round-Up
- 1946 — Gunman’s Code
- 1946 — Чёрный ангел
- 1946 — Wild Beauty
- 1946 — The Time of Their Lives
- 1946 — Lawless Breed
- 1946 — Убийцы
- 1946 — White Tie and Tails
- 1946 — Little Miss Big
- 1946 — The Brute Man
- 1946 — Magnificent Doll
- 1947 — I’ll Be Yours
- 1947 — Song of Scheherazade
- 1947 — Smash-Up, the Story of a Woman
- 1947 — Неудачник и я
- 1947 — Buck Privates Come Home
- 1947 — С незапамятных времён
- 1947 — The Vigilantes Return
- 1947 — Slave Girl
- 1947 — Pirates of Monterey
- 1947 — Doctor Jim
- 1948 — Жанна д’Арк
- 1949 — The Big Cat
- 1949 — Господство террора
- 1949 — Master Minds
- 1949 — The Pilgrimage Play
- 1950 — Magnavox Theatre
- 1950 — The Du Pont Story
- 1951 — Tales of Robin Hood
- 1951 — The Valparaiso Story
- 1953 — Oiltown, U.S.A.
- 1953 — No Escape
- 1953—1955 — You Are There
- 1955—1956 — Screen Directors Playhouse
- 1956—1957 — Telephone Time
- 1957 — The Brain from Planet Arous
- 1958 — Teenage Monster
- 1958 — The Rawhide Trail
- 1958 — Giant from the Unknown
- 1958 — I Bury the Living
- 1959 — Bat Masterson
- 1960 — The Amazing Transparent Man
- 1960 — Men into Space
- 1960 — За пределами временного барьера
- 1961 — The Devil’s Hand
- 1962 — Beauty and the Beast
- 1962 — The Creation of the Humanoids
- 1961—1964 — Mister Ed

### Актёр
- 1915 — Misjudged
- 1916 — The Dupe
- 1917 — Law and Order
- 1917 — One Dollar’s Worth
- 1917 — The Enchanted Kiss
- 1922 — The Man Who Waited
- 1922 — Riders of the Law
- 1925 — The Gambling Fool
- 1925 — The Speed Demon
- 1927 — Isle of Sunken Gold
- 1928 — Цирк
- 1929 — Masquerade